# مطرية الشومر
مطرية الشومر هي إحدى القرى اللبنانية من قرى قضاء صيدا في محافظة الجنوب.

## عائلاتها
بيت الأمين
بيت الفارس
بيت البندر
بيت التامر
بيت المانع 
بيت السلطان